# Смоленицький замок

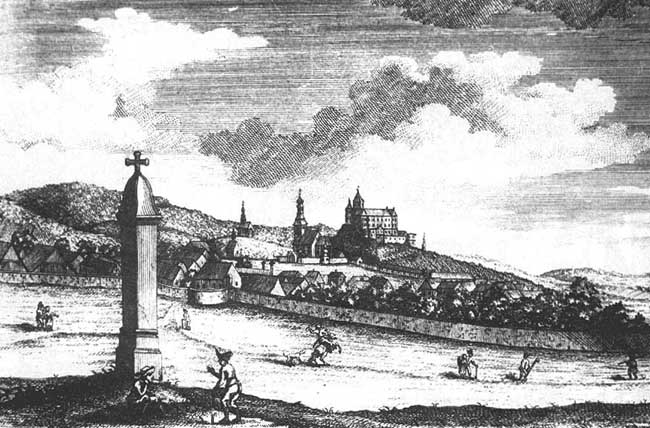
Руїни Смоленицького замку, перша половина XVIII ст.

Смоленицький замок (словац. Smolenický zámok) — замок у західній Словаччині.

## Місцезнаходження
На східних схилах Малих Карпат, село Смоленіце неподалік від Трнави.

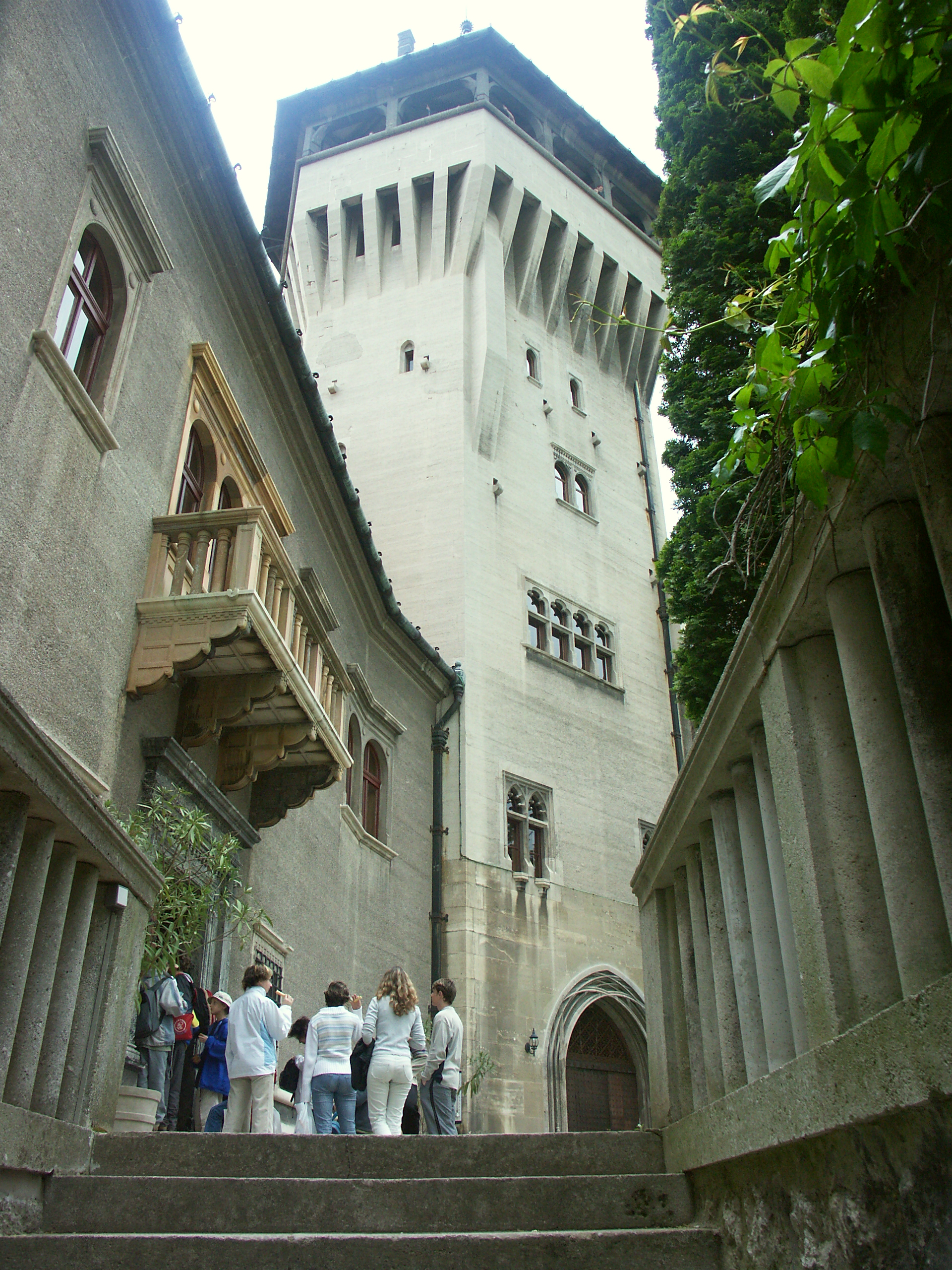
Башта

## Історія
Замок виник в XIV столітті як сторожова фортеця біля гірського перевалу Яблуниця-Трстін. В XIX столітті замок згорів. На початку XX століття власник замку — сім'я Палффі реконструювала його у романтичному стилі.

## Відвідування
Замок належить Словацькій Академії наук. Відвідування тільки за домовленістю.

## Галерея

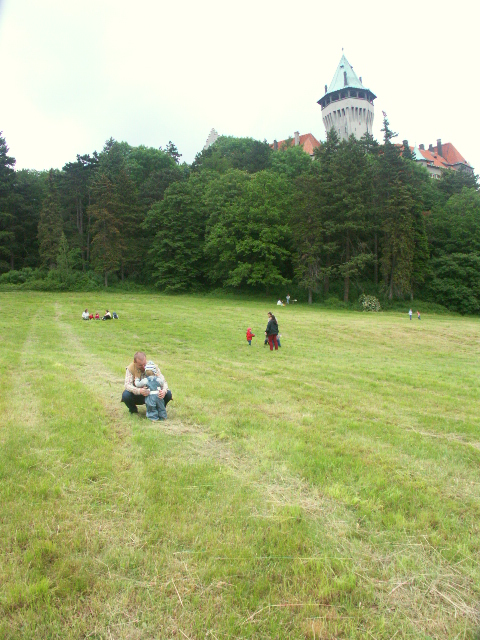
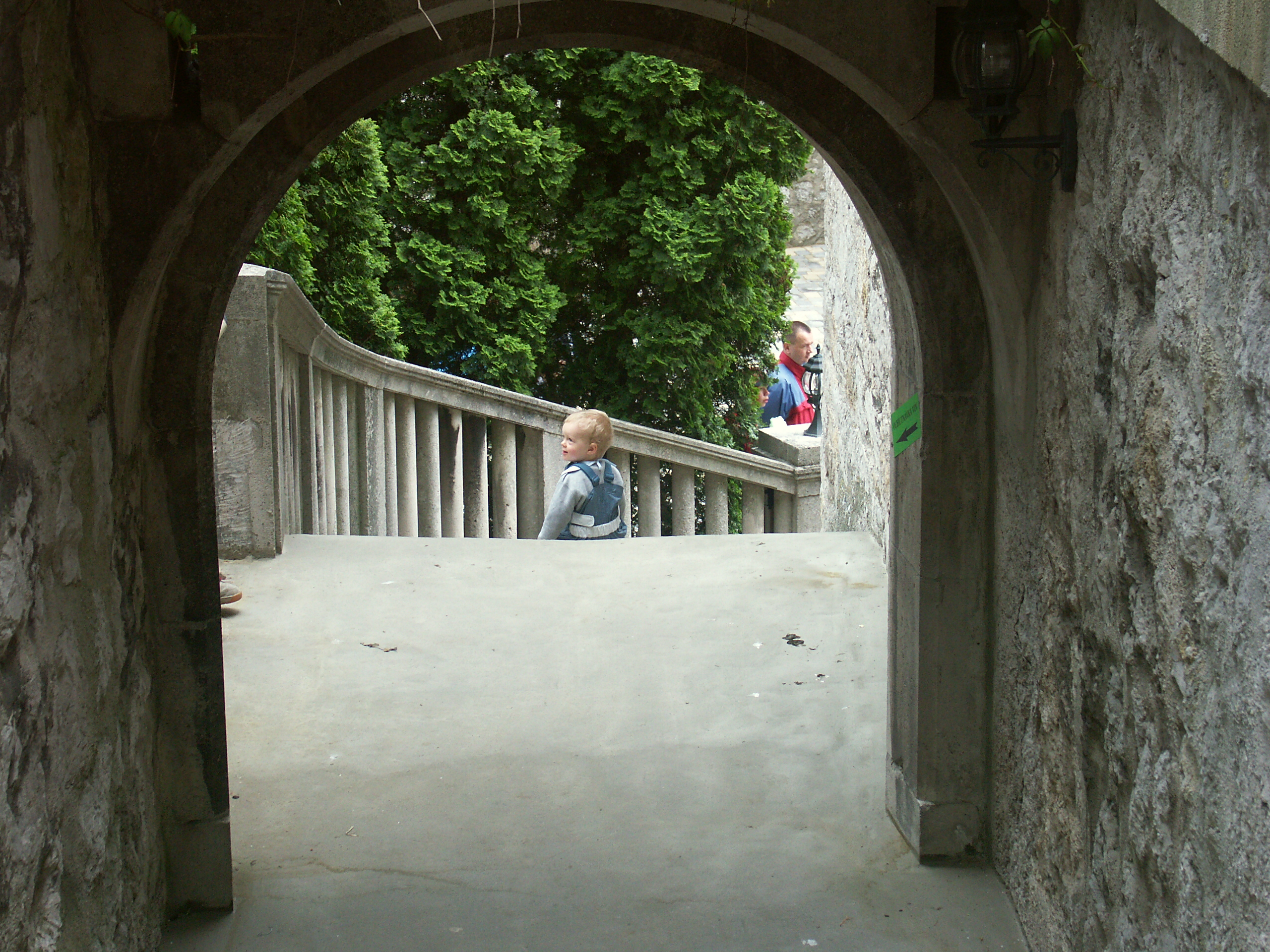
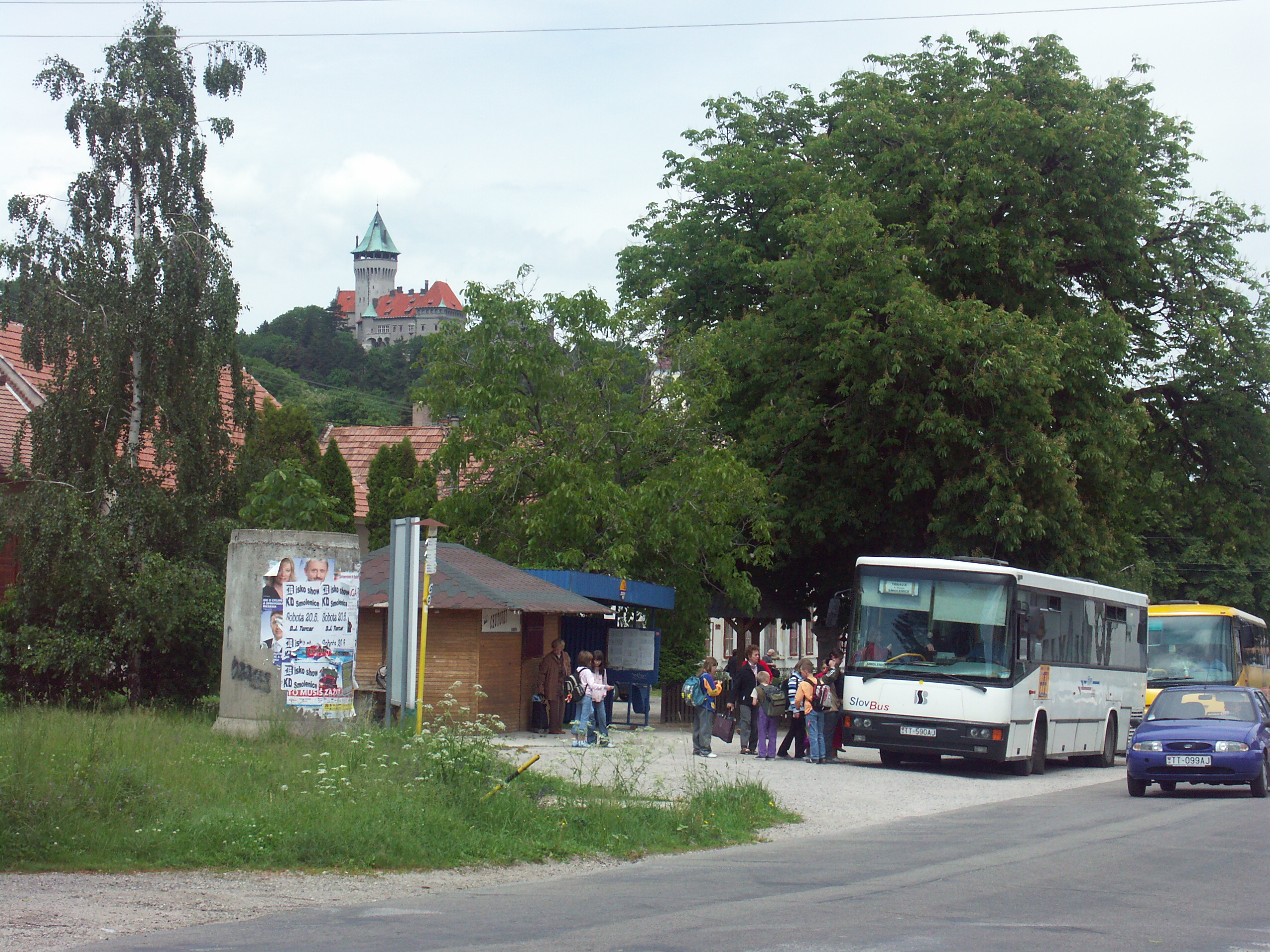
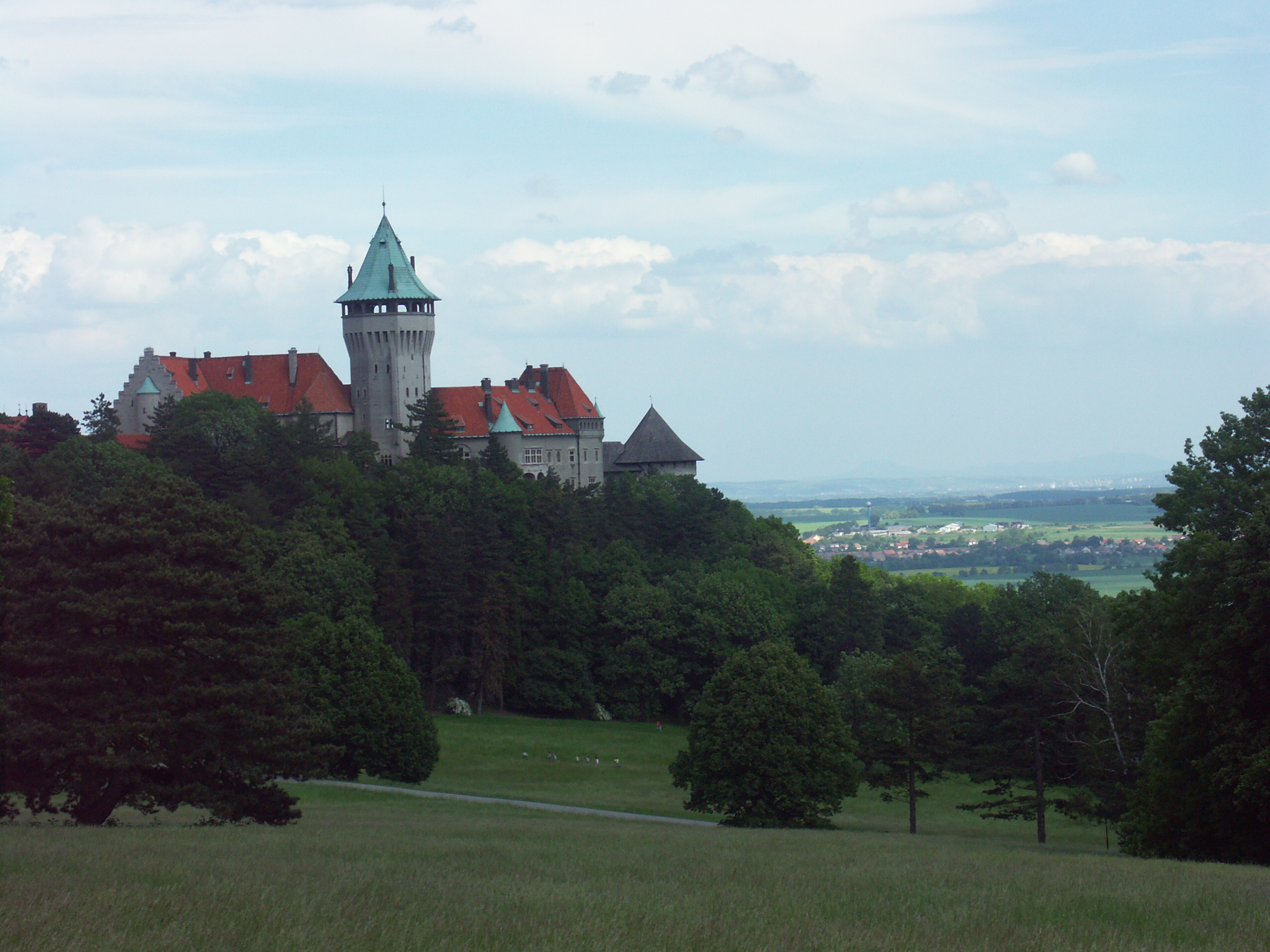
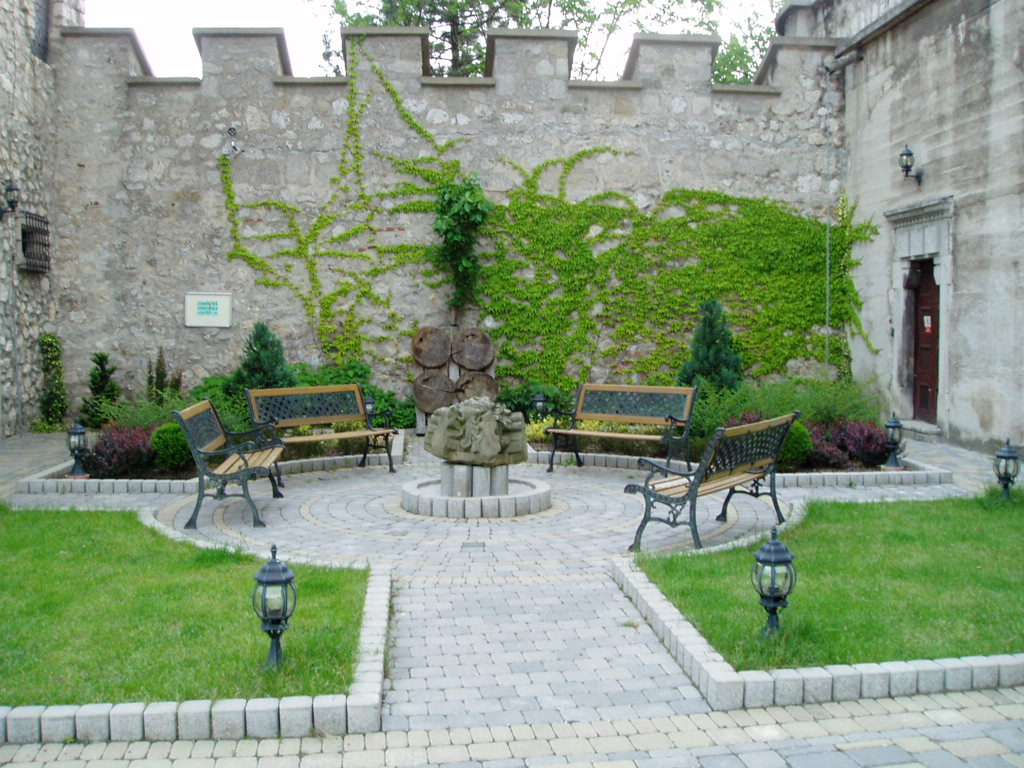
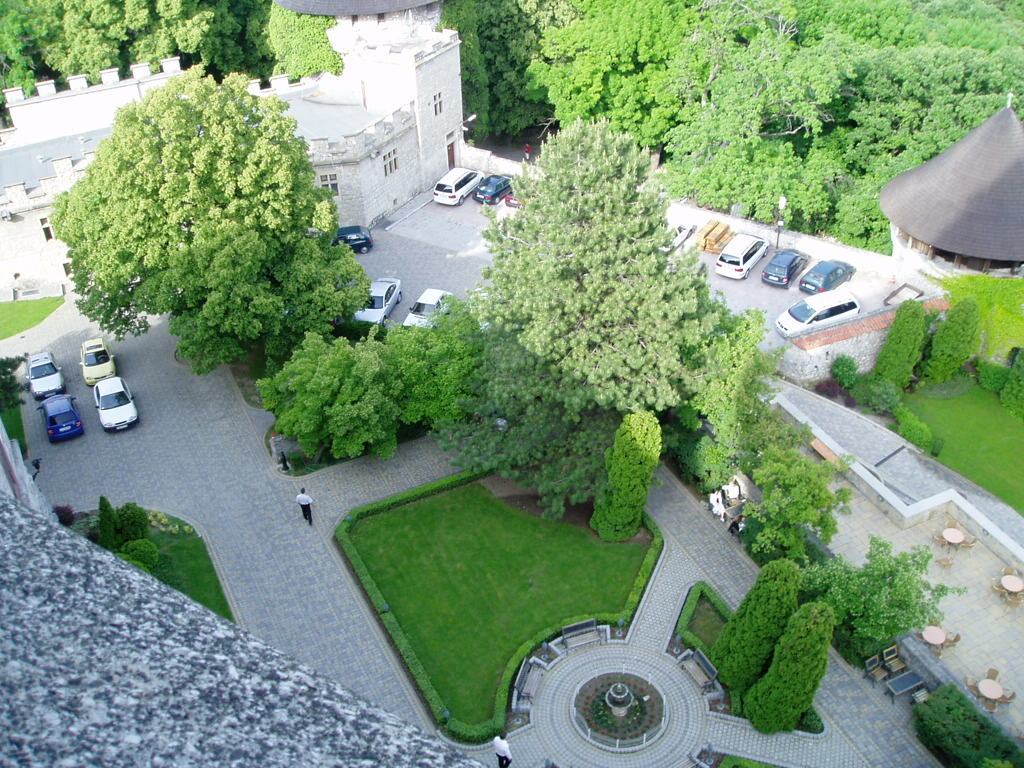
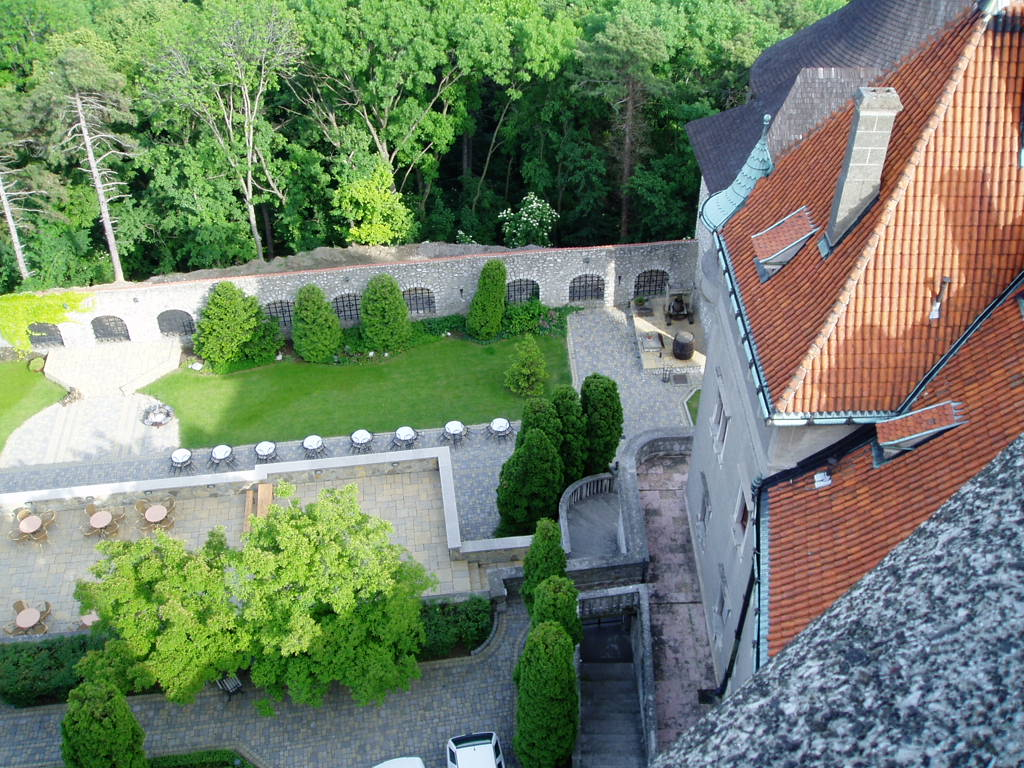